# Dietrich Grapentin
Dietrich Grapentin (* 10. April 1938 in Greifswald; † 10. Februar 2021) war ein deutscher Fußballspieler, der zwischen 1959 und 1971 in Greifswald mit der BSG Einheit und der BSG Kernkraftwerk Nord in der zweitklassigen DDR-Liga spielte.

## Sportliche Laufbahn
In seiner Zeit als Fußballspieler war Dietrich Grapentin in zehn Spielzeiten einer der meist beschäftigten Aktiven der Greifswalder Betriebssportgemeinschaft (BSG) Einheit und Kernkraftwerk Nord. Von 1959 bis 1968 bestritt Einheit Greifswald in der zweitklassigen DDR-Liga 207 Spiele, in denen Grapentin als Abwehrspieler in 188 Partien eingesetzt wurde. In den Spielzeiten 1966/67 und 1967/68 mussten die Greifswalder nach Abstieg in der Bezirksliga spielen, ehe sie mit Grapentin Bezirksmeister wurden und die Rückkehr in die DDR-Liga schafften.
Von der Saison 1968/69 an spielte die BSG unter dem Namen Kernkraftwerk Nord Greifswald, und der inzwischen 30-jährige Grapentin gehörte weiterhin zum Kader. Er blieb noch bis zum Ende der Spielzeit in der DDR-Liga-Mannschaft aktiv und absolvierte in den in diesem Zeitraum ausgetragenen 86 Punktspielen noch 74 Begegnungen. Nach insgesamt 262 DDR-Liga-Spielen beendete Dietrich Grapenthin im Sommer 1971 seine Laufbahn als DDR-Liga-Spieler. 
Grapentin wurde 1983 zur Thematik Untersuchung zum sportlichen Verhalten von Studentinnen an der Ernst-Moritz-Arndt-Universität Greifswald promoviert.